# Charles de Livry
Charles Sanguin, Marchese di Livry (Parigi, 1802 – Enghien, 14 ottobre 1867), è stato un drammaturgo francese.

## Biografia
Dopo una carriera nella guardia reale, divenne famoso nel teatro. Le sue opere, spesso firmate Charles, furono rappresentate sui più grandi palcoscenici parigini del XIX secolo: Théâtre des Variétés, Théâtre du Palais-Royal, Théâtre de la Porte-Saint-Martin, Théâtre de la Gaîté, ecc.

## Opere
- 1828: Le Château de Monsieur le baron, commedia vaudeville in 2 atti, con Achille d'Artois e Adolphe de Leuven;
- 1828: Le Coup de pistolet, commedia-vaudeville in 1 atto, con Adolphe d'Houdetot;
- 1828: L'École de natation, tableau-vaudeville in 1 atto, con de Leuven e Alphonse Signol;
- 1829: L'Audience du juge de paix, ou le Bureau de conciliation, tableau in 1 atto, con Edmond Rochefort;
- 1829: La Barrière du combat, ou le Théâtre des animaux, 2 tableaux con de Leuven e Julien de Mallian;
- 1829: L'Audience du juge de paix, ou le Bureau de conciliation, tableau in 1 atto, con de Mallian;
- 1829: Le Tir au pistolet, vaudeville in 1 atto, in 2 tableaux, con de Leuven e Michel Masson;
- 1829: La Tyrolienne, commedia-vaudeville in 1 atto, con de Leuven e Emmanuel Théaulon;
- 1830: Madame Grégoire, ou le Cabaret de la pomme de pin, chanson in 2 atti, con Rochefort e Charles Dupeuty;
- 1830: Un tour in Europe, incubo in 4 entrate, con prologo e epilogo, con Ferdinand Langlé e de Leuven;
- 1831: Les Bouillons à domicile, revue-vaudeville in 1 atto, con Gabriel de Lurieu e Ferdinand de Villeneuve;
- 1831: La Caricature, ou les Croquis à la mode, album in 7 pochades, con de Lurieu e de Villeneuve;
- 1831: Scaramouche, ou la Pièce interrompue, aneddoto del 1669, in 2 atti, con Auguste Pittaud de Forges;[1]
- 1831: Rabelais, ou le Presbytère de Meudon, commedia con de Leuven;
- 1831: L'audience du Prince, commedia-vaudeville in un atto, con Bourgeois e de Villeneuve;
- 1832: Le Bateau de blanchisseuses, tableau-vaudeville in 1 atto, con Masson e de Villeneuve;
- 1832: Mon oncle Thomas, pièce in 5 atti e 6 quadri, con Masson;
- 1833: La Révolte des femmes, vaudeville in 2 atti, con de Villeneuve;
- 1833: Santeul ou Le chanoine au cabaret, vaudeville in 1 atto, con Nicolas Brazier, Léon-Lévy Brunswick e Villeneuve;[2]
- 1833: La fille de Dominique, commedia vaudeville in 1 atto, con de Villeneuve;
- 1833: Les Locataires et les portiers, vaudeville in 1 atto, con Brazier e de Villeneuve;
- 1834: Lionel, ou Mon avenir, commedia-vaudeville in 2 atti, con de Villeneuve;
- 1834: Un bal de domestiques, vaudeville in 1 atto, con de Villeneuve;
- 1834: La Salamandre, commedia-vaudeville in 4 atti, con de Leuven e Pittaud de Forges;
- 1834: La Tempête, ou l'Île des bossus, folie-vaudeville in 1 atto, con Pittaud de Forges e de Leuven;
- 1835: Les infidélités de Lisette, dramma vaudeville in 5 atti, con Brazier e de Villeneuve;
- 1836: La Grue, fabliau mêlé de chant, con Charles Rondeau e de Villeneuve;
- 1836: Roquelaure, ou l'Homme le plus laid de France, vaudeville in 4 atti, con Brunswick e de Leuven;
- 1836: Madame Peterhoff, vaudeville aneddotico in 1 atto, con Antonin d'Avrecourt e Eugène Roche;
- 1837: Le Mémoire de la blanchisseuse, commedia in 1 atto, con distici, con Brazier e de Villeneuve;
- 1838: Mademoiselle Dangeville, commedia in 1 atto, con de Villeneuve;
- 1841: Voltaire in vacances, commedia vaudeville in 2 atti, con de Villeneuve;
- 1847: Une vie de polichinelle, pantomime-arlequinade-féerie in 11 quadri;
- 1849: Les Épreuves, grande pantomime-arlequinade in 13 quadri;
- 1849: Les Naufrageurs de la Bretagne, pièce dramatica e comica, à grand spectacle, in 13 quadri;
- 1851: L'Audience du Prince, commedia vaudeville in 1 atto, con Auguste Anicet-Bourgeois;
- 1855: Trois têtes dans un bonnet, vaudeville in 1 atto;